# هيدا موريسون
هيدا موريسون (بالألمانية: Hedda Morrison)‏ هي مصورة ألمانية، ولدت في 13 ديسمبر 1908 في شتوتغارت في ألمانيا، وتوفيت في 3 ديسمبر 1991 في Hughes, Australian Capital Territory ‏ في أستراليا.